# Franciszek Bażyński
Franciszek Bażyński, właśc. Józef F. Bażyński (ur. 1 marca 1801 w Poznaniu, zm. 12 marca 1876 tamże) – polski duchowny katolicki, działacz społeczny i oświatowy, wydawca.

## Życiorys
Franciszek Bażyński był synem bednarza Jana Nepomucena i Marianny z Burzyńskich. Dzięki staraniom ks. Piotra Mantheja, spowiednika zakonnic benedyktynek, oddany został w roku 1811 do szkoły istniejącej przy seminarium duchownym, po czym ukończył Gimnazjum św. Marii Magdaleny. W wieku 20 lat wstąpił do seminarium duchownego w Poznaniu, następnie studiował teologię we Wrocławiu, gdzie w roku 1824 otrzymał święcenia kapłańskie. W tym samym roku wrócił do Poznania gdzie w październiku 1824 r. objął wikariat przy poznańskim kościele św. Wojciecha. W roku 1826 został proboszczem parafii w Ceradzu Kościelnym.
Po 1831 roku nawiązał kontakty z emisariuszem Towarzystwa Demokratycznego Polskiego, za co w dniu 26 stycznia 1836 r. został uwięziony w Hausvoigtei w Berlinie za rzekome przynależenie do tajnej organizacji. Po 2–letnim procesie wyrokiem sądu skazany na 15 lat twierdzy w Magdeburgu. Zwolniony na mocy amnestii w 1840, a w 1841 został proboszczem w Niepruszewie, a od roku 1845 w Lwówku. W 1848 został posłem na sejm i był nim również w latach 1850–1852. 
W roku 1849 powołany na proboszcza parafii św. Wojciecha w Poznaniu, a w 1850 został mianowany radcą konsystorskim. Jesienią 1863 roku założył w Poznaniu Wydawnictwo Dobrych i Tanich Książek dla ludu, lecz w 1873 roku władze pruskie nakazały likwidację tej oficyny, a Bażyński został skazany na 2 tygodnie więzienia. Własnym sumptem zaopatrywał biblioteki ludowe, a w 1874 roku wraz z Franciszkiem Chłapowskim założył w Bytomiu bibliotekę „Czytelnia Bytomska”.
Zmarł w 1876 roku w Poznaniu. Trumna z jego prochami spoczęła w krypcie Zasłużonych w podziemiach kościoła św. Wojciecha w Poznaniu.

## Działalność społeczno-polityczna
Ks. Bażyński prowadził ożywioną działalność społeczną, oświatową i polityczną. Był m.in. założycielem Towarzystwa Wstrzemięźliwości w Lwówku, członkiem wielu organizacji (m.in. Towarzystwa Pomocy naukowej, Ligi Polskiej) oraz posłem na sejm w latach 1848 i w latach 1850-52, wybranym z powiatów bukowskiego, odolanowskiego i ostrzeszowskiego. Złożył mandat w 1852 roku i odtąd głównie oddał się pracy około krzewienia oświaty pomiędzy ludem. Był prezesem Towarzystwa Nauk Pomocy dla Młodzieży, prezesem Ligi w Poznaniu i członkiem Poznańskiego Towarzystwa Przyjaciół Nauk.
Był to kapłan gorąco do Ojczyzny przywiązany i stąd poważany i czczony przez wszystkich, czego najwymowniejszym dowodem hołdy jakich doznał od wszystkich warstw polskiego społeczeństwa w dniu 50 lecia kapłańskiego jubileuszu.